# ニューイヤーカップ
ニューイヤーカップは、埼玉県浦和競馬組合が浦和競馬場で施行するサラブレッド系3歳馬限定の地方競馬（南関東公営競馬）の重賞（SIII）競走である。
副賞は、埼玉県浦和競馬組合管理者賞、（一社）埼玉県馬主会会長賞、関東地方公営競馬協議会賞、デイリー杯、また生産牧場賞がある(2025年)。

## 概要
1958年にニューイヤーハンデの名称で創設された重賞競走であり、1962年からは現在のニューイヤーカップの名称で行われている。浦和競馬場で新年最初に施行されるサラブレッド系3歳馬による重賞競走であり、南関東三冠路線へ名乗りを上げるための登竜門ともいえる競走であると同時に、2022年からは距離が1500mに短縮され2024年からは同年に新設された短距離路線のネクストスター東日本のトライアルにも位置づけられている。
浦和生え抜き馬として東京ダービーを制覇したキングハイセイコーとラッキープリンスの2頭がこの競走を制している。

### 条件・賞金等（2025年）
出走資格
サラブレッド系3歳、南関東所属。
- 前年のジェムストーン賞の2着以上の馬に優先出走権がある。

負担重量
別定。56kg、牝馬54kg（南半球産2kg減）を基本に、前年12月31日時点の番組ポイント900ポイント毎に1kg負担増となる（負担重量の上限は58kg、牝馬56kg、南半球産2kg減）。
賞金額
1着1,400万円、2着490万円、3着280万円、4着140万円、5着70万円。
優先出走権付与
優勝馬にネクストスター東日本への優先出走権が与えられる。

## 歴史
- 1958年 - 3歳（旧4歳）以上のハンデキャップ競走・ニューイヤーハンデ（浦和競馬場・ダート2000m）として創設される。
- 1959年
  - 出走条件が3歳（旧4歳）に変更。
  - 施行距離がダート1400mに短縮。
- 1960年 - 前年の9月1日から日本競馬の時計表示が変更になったのに伴い、時計が1/5秒表示から1/10秒表示に変更。
- 1961年 - 施行距離がダート1600mに延長。
- 1962年
  - 名称をニューイヤーカップに変更。
  - 負担重量が定量となる。
- 1966年 - 佐々木竹見が騎手として初の連覇。
- 1972年 - 馬流行性感冒（馬インフルエンザ）のため開催中止。
- 1981年 - 桑島孝春が騎手として2人目の連覇。
- 1997年 - 南関東G3に格付けされる。
- 1998年 - 降雪のため開催中止。
- 2001年
  - 馬齢表記の変更に伴い、出走条件を旧4歳から3歳に変更。
  - 佐藤隆が騎手として3人目の連覇。
  - 廣瀬龍夫が調教師として初の連覇。
- 2006年 - 内田博幸が騎手として4人目の連覇。
- 2008年 - 格付けをSIIIに変更。
- 2012年 - 南関東公営競馬のスケジュールの関係で、史上初めて2月に施行。
- 2022年 - 施行距離がダート1500mに短縮[1]。
- 2024年 - 負担重量を「定量」から「別定」に変更。

## 歴代優勝馬
全て浦和競馬場ダートコースで施行。
| 回数   | 施行年月日    | 距離                   | 優勝馬                 | 性齢                   | 所属                   | タイム                 | 優勝騎手               | 管理調教師             | 馬主                                 |
| ------ | ------------- | ---------------------- | ---------------------- | ---------------------- | ---------------------- | ---------------------- | ---------------------- | ---------------------- | ------------------------------------ |
| 第1回  | 1958年1月1日  | 2000m                  | フアストロ             | 牡7                    | 大井                   | 2:11 2/5               | 鈴木進                 | 栗田武                 | 井門昭二                             |
| 第2回  | 1959年1月16日 | 1400m                  | オパールオー           | 牡3                    | 大井                   | 1:31 3/5               | 朝倉文四郎             | 三坂博                 | 三坂成行                             |
| 第3回  | 1960年1月12日 | 1400m                  | オンスロート           | 牡3                    | 大井                   | 1:28.6                 | 赤間清松               | 田中九兵衛             | 三輪野憲吉                           |
| 第4回  | 1961年1月1日  | 1600m                  | ユキロウ               | 牡3                    | 大井                   | 1:45.3                 | 古野重孝               | 栗田武                 | 堀場勝                               |
| 第5回  | 1962年1月17日 | 1600m                  | セルコール             | 牡3                    | 船橋                   | 1:45.0                 | 須田茂                 | 出川己代造             | 安達保多                             |
| 第6回  | 1963年1月27日 | 1600m                  | シンニツケイ           | 牡3                    | 大井                   | 1:44.3                 | 小筆昌                 | 須田明雄               | 金井セイ                             |
| 第7回  | 1964年1月9日  | 1600m                  | ツルハゴロモ           | 牡3                    | 船橋                   | 1:43.1                 | 荒山徳一               | 江口勇                 | 鈴木利夫                             |
| 第8回  | 1965年1月2日  | 1600m                  | マサホウ               | 牡3                    | 川崎                   | 1:44.2                 | 佐々木竹見             | 井上宥蔵               | 山上光子                             |
| 第9回  | 1966年1月23日 | 1600m                  | オリコ                 | 牝3                    | 川崎                   | 1:42.5                 | 佐々木竹見             | 三橋三吉               | 大塚喜久雄                           |
| 第10回 | 1967年1月1日  | 1600m                  | オールカツプ           | 牝3                    | 大井                   | 1:43.0                 | 高橋三郎               | 高橋成美               | 野田治子                             |
| 第11回 | 1968年1月7日  | 1600m                  | チヤイナーキヤツプ     | 牡3                    | 船橋                   | 1:43.1                 | 赤間清松               | 出川己代造             | 出川日出                             |
| 第12回 | 1969年1月16日 | 1600m                  | センダン               | 牡3                    | 大井                   | 1:42.4                 | 須田茂                 | 田中利衛               | 臼坂巌                               |
| 第13回 | 1970年1月6日  | 1600m                  | インターウエルス       | 牡3                    | 浦和                   | 1:42.5                 | 竹島春三               | 川島和美               | 清宮博                               |
| 第14回 | 1971年1月10日 | 1600m                  | フジプリンス           | 牡3                    | 船橋                   | 1:41.2                 | 溝部正                 | 出川己代造             | 出川日出                             |
| 第15回 | 1972年1月27日 | 馬流行性感冒のため中止 | 馬流行性感冒のため中止 | 馬流行性感冒のため中止 | 馬流行性感冒のため中止 | 馬流行性感冒のため中止 | 馬流行性感冒のため中止 | 馬流行性感冒のため中止 | 馬流行性感冒のため中止               |
| 第16回 | 1973年1月22日 | 1600m                  | タツノタイヨー         | 牡3                    | 船橋                   | 1:41.3                 | 福永二三雄             | 濱月睦生               | 松浦マサノ                           |
| 第17回 | 1974年1月23日 | 1600m                  | マルイチダイオー       | 牡3                    | 船橋                   | 1:42.8                 | 角田次男               | 宮下仁                 | （有）丸一興産                       |
| 第18回 | 1975年1月10日 | 1600m                  | ピープルクイン         | 牝3                    | 浦和                   | 1:42.2                 | 本間茂                 | 中島正治               | 伊藤三郎                             |
| 第19回 | 1976年1月5日  | 1600m                  | パールセンプウ         | 牡3                    | 浦和                   | 1:42.2                 | 赤間清松               | 川村嘉秀               | 深田清                               |
| 第20回 | 1977年1月17日 | 1600m                  | タケノオーカン         | 牡3                    | 船橋                   | 1:43.1                 | 木村騎一               | 安藤栄作               | 竹下繁実                             |
| 第21回 | 1978年1月23日 | 1600m                  | タカイーグル           | 牡3                    | 浦和                   | 1:41.9                 | 内野健二               | 長谷川甲子雄           | 高木実                               |
| 第22回 | 1979年1月10日 | 1600m                  | オオトネノボル         | 牡3                    | 船橋                   | 1:41.7                 | 渡辺薫                 | 中井利一               | 矢城辰之助                           |
| 第23回 | 1980年1月4日  | 1600m                  | アスキツトクイン       | 牝3                    | 船橋                   | 1:41.8                 | 桑島孝春               | 亟館政一               | （有）中江商事                       |
| 第24回 | 1981年1月4日  | 1600m                  | デユールスワロー       | 牝3                    | 浦和                   | 1:42.8                 | 桑島孝春               | 黒田桂二               | 鳩沢敏雄                             |
| 第25回 | 1982年1月4日  | 1600m                  | セイダイカゲツ         | 牝3                    | 船橋                   | 1:43.7                 | 伊藤修                 | 金沢秀行               | 成恵不動産（株）                     |
| 第26回 | 1983年1月4日  | 1600m                  | ヨネタロウ             | 牡3                    | 川崎                   | 1:41.9                 | 本間茂                 | 高橋久志               | 田所国丈                             |
| 第27回 | 1984年1月4日  | 1600m                  | キングハイセイコー     | 牡3                    | 浦和                   | 1:42.2                 | 桑島孝春               | 横山栄次郎             | 井上丑松                             |
| 第28回 | 1985年1月4日  | 1600m                  | ダイカツアラナス       | 牡3                    | 浦和                   | 1:43.9                 | 高橋三郎               | 柘榴喜八郎             | 志賀泰吉                             |
| 第29回 | 1986年1月22日 | 1600m                  | ミハマシヤーク         | 牡3                    | 川崎                   | 1:42.9                 | 野口睦三               | 鈴木敏一               | 関明夫                               |
| 第30回 | 1987年1月16日 | 1600m                  | カンナイプリンス       | 牡3                    | 川崎                   | 1:43.9                 | 山崎尋美               | 飯島二郎               | 渡辺典六                             |
| 第31回 | 1988年1月3日  | 1600m                  | スーパーリムジン       | 牡3                    | 浦和                   | 1:41.8                 | 市澤正一               | 稲垣義雄               | 早田光一郎                           |
| 第32回 | 1989年1月3日  | 1600m                  | ロジータ               | 牝3                    | 川崎                   | 1:41.1                 | 野崎武司               | 福島幸三郎             | 加藤富保                             |
| 第33回 | 1990年1月10日 | 1600m                  | ヒラヨシプリンス       | 牡3                    | 川崎                   | 1:44.3                 | 山崎尋美               | 山崎三郎               | 山口平吉                             |
| 第34回 | 1991年1月16日 | 1600m                  | トモエリージエント     | 牡3                    | 川崎                   | 1:42.2                 | 森下博                 | 河津政明               | 岡本利彦                             |
| 第35回 | 1992年1月3日  | 1600m                  | エースポポ             | 牝3                    | 船橋                   | 1:42.6                 | 佐藤正人               | 木村和男               | 榊原秀雄                             |
| 第36回 | 1993年1月3日  | 1600m                  | エルカーサコスモ       | 牝3                    | 船橋                   | 1:42.8                 | 佐藤祐樹               | 白川章司               | （株）クレアール                     |
| 第37回 | 1994年1月12日 | 1600m                  | カネショウゴールド     | 牡3                    | 川崎                   | 1:42.8                 | 一ノ瀬亨               | 照沼一二               | 清水政治                             |
| 第38回 | 1995年1月25日 | 1600m                  | ヒカリルーファス       | 牡3                    | 浦和                   | 1:41.9                 | 佐々木竹見             | 牛房榮吉               | 原口常雄                             |
| 第39回 | 1996年1月3日  | 1600m                  | タイセンスワロー       | 牡3                    | 浦和                   | 1:42.2                 | 桑島孝春               | 吉田正美               | 渡辺昌                               |
| 第40回 | 1997年1月3日  | 1600m                  | グランプリクン         | 牡3                    | 浦和                   | 1:43.3                 | 石崎隆之               | 野口孝                 | 角田哲男                             |
| 第41回 | 1998年1月15日 | 降雪のため中止         | 降雪のため中止         | 降雪のため中止         | 降雪のため中止         | 降雪のため中止         | 降雪のため中止         | 降雪のため中止         | 降雪のため中止                       |
| 第42回 | 1999年1月13日 | 1600m                  | アスキットマジック     | 牡3                    | 浦和                   | 1:43.4                 | 桑島孝春               | 黒田桂二               | 中江隆一                             |
| 第43回 | 2000年1月2日  | 1600m                  | フレアリングアロー     | 牝3                    | 浦和                   | 1:43.7                 | 佐藤隆                 | 廣瀬龍夫               | 山口明彦                             |
| 第44回 | 2001年1月23日 | 1600m                  | ミキノポテンシャル     | 牡3                    | 浦和                   | 1:44.8                 | 佐藤隆                 | 廣瀬龍夫               | 谷口久和                             |
| 第45回 | 2002年1月16日 | 1600m                  | トキノアジュディ       | 牡3                    | 川崎                   | 1:42.3                 | 森下博                 | 長谷川蓮太郎           | 田中久續                             |
| 第46回 | 2003年1月2日  | 1600m                  | パッションキャリー     | 牝3                    | 船橋                   | 1:44.4                 | 張田京                 | 山浦武                 | 中田和宏                             |
| 第47回 | 2004年1月28日 | 1600m                  | ベルモントストーム     | 牡3                    | 船橋                   | 1:42.2                 | 石崎隆之               | 出川克己               | （有）ベルモントファーム             |
| 第48回 | 2005年1月12日 | 1600m                  | ナイトスクール         | 牡3                    | 船橋                   | 1:42.6                 | 内田博幸               | 坂本昇                 | ダーレー・ジャパン・レーシング（有） |
| 第49回 | 2006年1月2日  | 1600m                  | コーラスマスター       | 牡3                    | 船橋                   | 1:44.5                 | 内田博幸               | 森始                   | ダーレー・ジャパン・レーシング（有） |
| 第50回 | 2007年1月17日 | 1600m                  | レッドドラゴン         | 牡3                    | 大井                   | 1:43.2                 | 坂井英光               | 堀千亜樹               | 中村伊三美                           |
| 第51回 | 2008年1月23日 | 1600m                  | ゲンキチホマレ         | 牡3                    | 川崎                   | 1:42.0                 | 町田直希               | 秋山重美               | 荒井元明                             |
| 第52回 | 2009年1月14日 | 1600m                  | モエレエターナル       | 牝3                    | 川崎                   | 1:43.5                 | 今野忠成               | 池田孝                 | 栗本八江                             |
| 第53回 | 2010年1月7日  | 1600m                  | ウインクゴールド       | 牡3                    | 船橋                   | 1:44.2                 | 本橋孝太               | 矢野義幸               | 江幡丈美                             |
| 第54回 | 2011年1月12日 | 1600m                  | ドラゴンウィスカー     | 牡3                    | 船橋                   | 1:43.1                 | 水野貴史               | 山本学                 | 泉きみ子                             |
| 第55回 | 2012年2月1日  | 1600m                  | ゴールドメダル         | 牡3                    | 大井                   | 1:44.4                 | 戸崎圭太               | 鷹見浩                 | 水上行雄                             |
| 第56回 | 2013年1月16日 | 1600m                  | ソルテ                 | 牡3                    | 大井                   | 1:42.0                 | 金子正彦               | 寺田新太郎             | （株）フロンティア・キリー           |
| 第57回 | 2014年1月15日 | 1600m                  | ファイヤープリンス     | 牡3                    | 浦和                   | 1:43.2                 | 見澤譲治               | 小久保智               | 国田正忠                             |
| 第58回 | 2015年1月8日  | 1600m                  | ラッキープリンス       | 牡3                    | 浦和                   | 1:44.0                 | 吉原寛人               | 小久保智               | 国田正忠                             |
| 第59回 | 2016年1月7日  | 1600m                  | モリデンルンバ         | 牡3                    | 船橋                   | 1:42.0                 | 矢野貴之               | 坂本昇                 | 森田芳男                             |
| 第60回 | 2017年1月18日 | 1600m                  | ヒガシウィルウィン     | 牡3                    | 船橋                   | 1:42.3                 | 森泰斗                 | 佐藤賢二               | （株）MMC                            |
| 第61回 | 2018年1月10日 | 1600m                  | ヤマノファイト         | 牡3                    | 船橋                   | 1:42.8                 | 本橋孝太               | 矢野義幸               | 山口明彦                             |
| 第62回 | 2019年1月9日  | 1600m                  | トーセンガーネット     | 牝3                    | 浦和                   | 1:41.9                 | 五十嵐冬樹             | 小久保智               | 島川隆哉                             |
| 第63回 | 2020年1月15日 | 1600m                  | グリーンロード         | 牡3                    | 川崎                   | 1:40.0                 | 森泰斗                 | 高月賢一               | 鈴木雅俊                             |
| 第64回 | 2021年1月7日  | 1600m                  | トランセンデンス       | 牡3                    | 浦和                   | 1:42.1                 | 森泰斗                 | 小久保智               | 徳原英修                             |
| 第65回 | 2022年1月19日 | 1500m                  | ミゲル                 | 牡3                    | 船橋                   | 1:35.3                 | 本田正重               | 山中尊徳               | 島川隆哉                             |
| 第66回 | 2023年1月11日 | 1500m                  | ポリゴンウェイヴ       | 牡3                    | 浦和                   | 1:36.7                 | 笹川翼                 | 小久保智               | 山口裕介                             |
| 第67回 | 2024年1月10日 | 1500m                  | ギガース               | 牡3                    | 船橋                   | 1:37.3                 | 森泰斗                 | 佐藤裕太               | （株）マフィン                       |
| 第68回 | 2025年1月8日  | 1500m                  | ホーリーグレイル       | 牝3                    | 川崎                   | 1:35.6                 | 矢野貴之               | 内田勝義               | （有）キャロットファーム             |

出典：南関東4競馬場公式「ニューイヤーカップ競走優勝馬」https://www.nankankeiba.com/win_uma/41.do